# الآنسة ذات العيون الخضراء
الآنسة ذات العيون الخضراء، بالفرنسية (La Demoiselle aux yeux verts)، رواية بوليسية من تأليف موريس لوبلان وظهرت فيها شخصية أرسين لوبين، نشرت في سبتمبر/ أيلول من عام 1927م. نُشرت الرواية في الأصل كحلقات يومي من 8 ديسمبر 1926 إلى 18 يناير 1927 في صفحات Le Journal. استوحى لوبلان حبكة الرواية خلال إقامته في منطقة أوفيرن بفرنسا، أولاً في شاماليير في خريف عام 1923، ثم في فندق "ثيرمال بالاس" بمدينة فيشي في خريف عام 1924.

## ثلاث سنوات من الانقطاع
بعد انقطاع دام قرابة ثلاث سنوات منذ رواية (الكونتيسة دي كاليسترو - La Comtesse de Cagliostro)، يعود موريس لوبلان إلى المهمة التي يجدها بوضوح أكثر صعوبة مع مرور الوقت: كتابة مغامرة جديدة لأرسين لوبين. بعد الرواية التي قدم فيها لوبين الشاب وشخصية الكونتيسة دي كاليسترو (حيث حاول دمج ذوقه للخيال مع البطل الذي جلب له الشهرة)، كتب لوبلان قصة قصيرة بعنوان سنّ هيرقل بيتيغري أو معطف أرسين لوبين، التي ظهر فيها أرسين لوبين (ادرجت الشخصية لاحقاً)، تلتها الحياة الغريبة لبالتازار (La Vie extravagante de Balthazar).

## ملخص الرواية
تقع سلسلة من الأحداث الغريبة (أربع جرائم قتل، حادثة انتحار، عصابة قطاع طرق...) في أماكن مختلفة: باريس، تولوز، مونتي كارلو...والمشتبه فيه شخص واحد: سائحة إنجليزية جذابة ذات عيون خضراء. يبدو أرسين لوبين مقتنعا ببرائتها ويحاول إنقاذها ممن يحاولون النيل منها.

## استقبال الرواية
صدرت الرواية في المكتبات من خلال دار نشر بيير لافيت بتاريخ 29 يونيو 1927، في طبعة أولى مكونة من 8,000 نسخة. ونتيجة للإقبال الكبير على الرواية، تم إصدار طبعة إضافية من 3,000 نسخة في شهر يوليو، ثم طبعة ثالثة مكونة من 6,000 نسخة في شهر أغسطس 1927.

## الترجمة العربية
- ذات العيون الخضراء، دار النجمة للنشر والتوزيع، ٢٠٢٤.

## روابط خارجية
باللغة الفرنسية
- نص الرواية كاملا على ويكي مصدر.
- الرواية على شكل كتاب مسموع.
- معلومات أوفر حول الرواية.